# 曼西里山段
曼西里山段（羅馬化：Mansiri Himal）也被称为马纳斯鲁山段（Manaslu Himal）或廓尔喀山群（Gurkha Massif），是尼泊尔中北部喜马拉雅山脉的一个小山段，约有100 km（62 mi），位于加德满都西北。马沙阳蒂将曼西里山段与安纳布尔纳山段分隔开来，位于西南方向，而上游支流杜德科拉河则将佩里山段分隔开来，位于西北方向。在东侧， Burhi (Budhi) Gandaki将 Mansiri 与伽内什山段、 Serang或Sringi Himal和Kutang Himal分开。所有这些溪流都是甘达基河的支流。
曼西里山段包含了地球上海拔前二十高、具有至少500米地形突起度的若干座山峰：
- 马纳斯鲁峰，8,156米（26,759英尺），第8高。
- 喜马尔佐利山，7,893米（25,896英尺），第18高。
- 雅迪楚里峰，7,871米（25,823英尺），第20高。

曼西里山段以其显著的相对高差而著称：它在不到30公里（19英里）的水平距离内，从马尔相迪河谷（Marsyangdi valley）谷底拔升了约7,000米（23,000英尺）。